# Đặc cảnh diệt ma
Magic Cop, còn được gọi một cách không chính thức là Cương thi tiên sinh 5, là một bộ phim hài kinh dị Hồng Kông năm 1990 được sản xuất và kiêm thủ vai chính bởi Lâm Chánh Anh.

## Nội dung
Ông Phong, một cảnh sát đầy kinh nghiệm, đang có cuộc sống yên bình ở Đông Bình Châu. Một ngày nọ, bà lão hàng xóm yêu cầu ông đến đảo Hồng Kông để nhận lại thi thể con gái của bà, Châu, một nữ tiếp viên bị cảnh sát giết sau khi bị tình nghi là kẻ buôn ma túy.
Ông Phong cho rằng Châu thực ra đã bị giết trước khi cô trở về Hồng Kông. Cô đã bị biến thành một "xác sống" và đang bị một pháp sư Nhật Bản kiểm soát. Với kỹ năng siêu nhiên và kỹ thuật thám tử của ông Phong, cuối cùng họ cũng tìm thấy vị trí của bàn thờ bí mật của pháp sư Nhật Bản.
Ông Phong dẫn theo cô cháu gái tên Liên đến đảo Hồng Kông. Tại nhà xác, ông Phong gặp Trung sĩ Số 2237 và cho rằng Châu đã chết trước khi đụng độ cảnh sát. Sau đó ông Phong đến sở cảnh sát, gặp Thám tử Lâm và người bạn cũ là Cảnh sát trưởng Mã, người rất nể phục tài năng của ông. Ông Mã cho phép ông Phong điều tra vụ án cùng với Lâm và 2237. Trong thời gian điều tra, hai chú cháu ông Phong ở tạm trong căn hộ của Lâm. Ông Phong và Lâm không hợp nhau vì ông Phong luôn nói về tâm linh trong khi Lâm chỉ tin vào khoa học. Ông Phong, Lâm và 2237 đến một phòng tập gym ở Tiêm Sa Chủy để tìm Eddie, bạn trai của Châu. Ông Phong đã lấy một giọt máu của Eddie rồi để hắn chạy thoát. Eddie đến căn biệt thự của một nữ phù thủy người Nhật - chủ mưu đường dây buôn ma túy - và xin tiền để bỏ trốn nhưng hắn bị nữ phù thủy giết.
Ông Phong sử dụng giọt máu của Eddie để làm phép, nhờ vậy mà nhóm của ông có thể lần theo Eddie đến chỗ căn biệt thự. Ông Phong và nữ phù thủy có một trận giao đấu phép thuật nhưng nữ phù thủy đã chạy thoát. Lâm và Liên bắt đầu nảy sinh tình cảm. Nhóm của ông Phong quay lại nhà xác để kiểm tra xác của Châu lần nữa, ông Phong phát hiện ra nữ phù thủy đã điều khiển xác chết thông qua loại bùa băng được nhét trong đầu xác chết. Trong khi đó, nữ phù thủy cũng điều khiển xác của Eddie đi tấn công nhóm của ông Phong. Nhóm của ông Phong thoát nạn nhưng vô tình gây ra vụ cháy nổ trong nhà xác.
Ngày hôm sau, Lâm và 2237 đi điều tra mà không đưa ông Phong đi cùng, họ đến quán ăn Nhật Bản để gặp nữ phù thủy rồi bị ả hạ gục. Ông Phong đến sở cảnh sát lấy cái vali mà ông Mã đang giữ. Lâm bị yểm bùa khiến cơ thể anh bị đông lạnh suýt mất mạng nhưng ông Phong đã cứu anh. Nữ phù thủy và tên vệ sĩ của ả đến chung cư của Lâm để ám sát ông Phong. Tuy nhiên, người cảnh sát già lấy chiếc gương đã được làm phép từ trong cái vali để chống lại nữ phù thủy. Tên vệ sĩ bị giết, nữ phù thủy biến thành một con ác quỷ đáng sợ. Cuối cùng ông Phong sử dụng ánh sáng ma thuật từ chiếc gương tiêu diệt con ác quỷ. Vụ án kết thúc, ông Phong lên tàu trở về Đông Bình Châu. Ông Phong cho phép Liên ở lại nhà Lâm ba ngày, 2237 cũng xin nghỉ phép ba ngày để ghé thăm nhà ông Phong.

## Diễn viên
- Lâm Chánh Anh trong vai chú Phong
- Lâm Tuấn Hiền trong vai thám tử Lâm
- Miêu Kiều Vỹ trong vai Trung sĩ số 2237
- Vương Mỹ Hoa trong vai Lin
- Michiko Nishiwaki trong vai nữ pháp sư Nhật Bản
- Ngọ Mã trong vai cảnh sát trưởng Mã
- Châu Tỷ Lợi trong vai tay sai của pháp sư Nhật Bản
- Frankie Chin trong vai Eddie

## Tiếp nhận
LoveHKFilm nhận xét: "Các cảnh hành động rất thú vị (như người ta mong đợi từ Stephen Tung), và các kết nối văn hóa là tuyệt vời nhất có thể." 

## Phương tiện truyền thông gia đình

### Phát hành VCD
| Ngày phát hành | Quốc gia  | Phân loại | Nhà xuất bản  | định dạng | Ngôn ngữ   | Phụ đề                       | Ghi chú | Tham chiếu |
| -------------- | --------- | --------- | ------------- | --------- | ---------- | ---------------------------- | ------- | ---------- |
| không xác định | Hồng Kông | II        | Megastar (HK) | NTSC      | Quảng Đông | Tiếng Quảng Đông / Tiếng Anh | 2VCD    | [ 3 ]      |

### Phát hành DVD
| Ngày phát hành      | Quốc gia  | Phân loại | Nhà xuất bản | định dạng | Khu vực | Ngôn ngữ                          | Âm thanh              | Phụ đề                                                         | Ghi chú | Tham chiếu |
| ------------------- | --------- | --------- | ------------ | --------- | ------- | --------------------------------- | --------------------- | -------------------------------------------------------------- | ------- | ---------- |
| 20 tháng 4 năm 2004 | Hồng Kông | Không có  | Sao lớn (HK) | NTSC      | TẤT CẢ  | Tiếng Quảng Đông, tiếng phổ thông | Kỹ thuật số Dolby 5.1 | Tiếng Anh, tiếng Trung Quốc truyền thống, tiếng Trung giản thể |         | [ 4 ]      |